# Plain text
Mit plain text (englisch für „reiner Text“, auch: „einfacher Text“) werden im Computer-Bereich Daten bezeichnet, die menschenlesbar sind und daher unmittelbar unter Verwendung von Schriftzeichen (Zeichenkodierung) in Text umgesetzt werden können.
Ein Beispiel dafür sind die INI-Dateien von Windows.
Zudem stellt dieser Text die eigentliche Information dar, das heißt zum Verständnis der Daten ist meist keine Kenntnis und Auswertung einer besonderen Notation nötig. Ein gutes Beispiel dafür ist das Wiedergabelisten-Format PLS.

Ein Beispiel einer Ausnahme ist das Wiedergabelisten-Format M3U, bei welchem die Zahl nur verstanden werden kann, wenn man weiß, dass sie für „Sekunden“ steht.

Ein Beispiel für das Gegenteil von Ersterem ist die Extensible Markup Language (XML).
Der in den Multipurpose Internet Mail Extensions (MIME) vorgesehene Typ für plain text ist text/plain.
Wie für Textdateien werden auch für plain text unterschiedliche Zeichenkodierungen verwendet (beispielsweise ASCII, Latin-1 oder UTF-8, weiteres siehe Textdatei).
Der Begriff „plain text“ schließt weitergehende Formate und Standards aus, etwa .doc oder HTML. Maximal CSV-Daten könnten noch unter plain text fallen, diese haben aber bereits ihren eigenen MIME-Typ.
Im Unterschied zum Begriff „Textdatei“ ist die Bezeichnung nicht notwendigerweise auf Dateiinhalte beschränkt, sondern bezieht sich auf das Datenformat an sich, beispielsweise auch bei Datenübertragung in Verbindung mit Netzwerkprotokollen.
Der Begriff plaintext (in diesem Fall im Regelfall zusammengeschrieben, englisch für „Klartext“) wird auch im Zusammenhang mit Kryptographie verwendet („unverschlüsselter Text“), während cleartext sich üblicherweise auf mangelnde Abhörsicherheit bezieht. Im Deutschen werden beide Begriffe mit Klartext übersetzt.